# Monica Romano
Monica J. Romano (Milano, 12 aprile 1979) è un'attivista, scrittrice e politica italiana.

## Biografia
Nata da madre spezzina e padre siciliano, ha iniziato il suo percorso di affermazione di genere nel 1998, all'età di 19 anni. Il suo percorso si conclude nel 2006, anno in cui una sentenza del tribunale riconosce legalmente il suo genere femminile e il suo nome di elezione, Monica.
Nel 2007 si è laureata in Scienze Politiche presso l'Università degli Studi di Milano, con una tesi sulla discriminazione delle persone transgender nella società occidentale. Ha successivamente conseguito un master in Gender Equality e Diversity Management presso la Fondazione Giacomo Brodolini.

## Attivismo
Il suo impegno nell'attivismo per i diritti della comunità LGBT prende forma a partire dal 1998, presso l'associazione nazionale Arcitrans. Dal 2003 al 2007 ha assunto ruoli di crescente responsabilità presso l'associazione nazionale Crisalide AzioneTrans ONLUS, fino a diventarne presidente nazionale. Nel 2020 ha co-fondato l'Associazione per la Cultura e l'Etica Transgenere (ACET), di cui è attualmente presidente onoraria..
Nel 2019, in occasione dei festeggiamenti per i 50 anni dai Moti di Stonewall, è stata scelta per aprire il Milano Pride con un discorso introduttivo.
Ha partecipato a dibattiti televisivi dedicati al tema dei diritti LGBT.
Nel 2022 ha promosso l'istituzione del primo "Registro di Genere" in Italia, approvato dal Consiglio comunale di Milano, che consente alle persone transgender di utilizzare il nome di elezione su badge e documenti non ufficiali.
Ha inoltre ideato e organizzato la "Trans Lives Matter", la prima marcia per i diritti delle persone transgender a Milano.

## Carriera politica
Nel 2021 si è candidata alle elezioni comunali di Milano con il Partito Democratico, ottenendo 938 preferenze e diventando la prima persona transgender eletta al Consiglio comunale della città. Viene nominata Vicepresidente della Commissione Pari Opportunità e Diritti Civili.
Nel 2022 è entrata a far parte della Direzione Nazionale del Partito Democratico , sostenendo la mozione di Elly Schlein durante il congresso del partito.
Nel maggio del 2024, in occasione delle elezioni europee, viene candidata nella lista del PD per la circoscrizione nord-occidentale. Nell'aprile del 2025 viene eletta Vicepresidente della Commissione speciale per il Contrasto ai discorsi e ai fenomeni d'odio ispirata al lavoro della senatrice a vita Liliana Segre nella Commissione straordinaria per il contrasto dei fenomeni di intolleranza, razzismo, antisemitismo e istigazione all'odio e alla violenza presso il Senato della Repubblica.

## Attività professionale
Oltre all'impegno politico e nell'ambito dell'attivismo, Romano ha lavorato per oltre quindici anni in studi di consulenza del lavoro. È consulente e formatrice in ambito Diversity, Equity & Inclusion (DE&I) per aziende e organizzazioni. Ha partecipato come speaker a eventi nazionali, tra cui il Wired Next Fest 2023.

## Libri
- Diurna. La transessualità come oggetto di discriminazione, Milano, Costa & Nolan, 2008, ISBN 88-7437-088-1
- Trans. Storie di ragazze XY, Milano, Ugo Mursia, 2015, ISBN 978-88-425-5516-2[34]
- Gender (R)Evolution, Milano, Ugo Mursia, 2017, ISBN 978-88-425-5882-8[35]
- Indietro non si torna. Il lungo cammino dei diritti civili delle persone LGBT+ in Italia. Una storia personale, una battaglia politica, Milano, TEA, 2023, ISBN 978-88-502-6531-2. Prefazione di Alessandro Zan.[29][36]

## Film e documentari
Film, documentari e libri raccontano l'attivista, la sua militanza e la sua vita:
- Crisalidi. Cinque racconti di vita trans, regia di Federico Tinelli[37]
- O sei uomo o sei donna... chiaro?, regia di Enrico Vanni[37]
- Ci chiamano diversi, regia di Vincenzo Monaco[38]
- R/BELLE. Storie vere di orgoglio e successo al femminile, regia di Marzia De Clercq

## Premi e riconoscimenti
Il 20 novembre 2021 il Coordinamento Torino Pride, in collaborazione con l'Università di Torino e il Politecnico di Torino, le conferisce il premio per la categoria "attivismo", nell'ambito della seconda edizione di “Star.T - Trans Celebration Night”.